# Har Bracha
Har Bracha (Muntele Binecuvântare) (în ebraică הר ברכה) este o localitate israeliană situată pe creasta sudică a Muntelui Garizim la 870 de metri (2.850 de picioare) deasupra nivelului mării, în munții Samaria. Lângă orașul palestinian Nablus. Muntele Binecuvântare își trage numele de la unul din cele două munți menționați în Cartea Deuteronomului pe care jumătate din cele douăsprezece triburi ale Israelului s-au urcat pentru a binecuvânta. Localitatea este organizată ca o comunitate și se află în jurisdicția Consiliului Regional Samaria. În 2021, avea 3.062 de locuitori.
Muntele Binecuvântare a fost fondat pe 17 noiembrie 1982. În 1987, un nucleu de familii ortodoxe a sosit pentru a fonda și stabili localitatea. După fondarea localității, rabinul Eliezer Melamed a fost numit rabin al localității, autor al seriei de cărți de lege iudaică "Perle ale legii".
Localitatea are o școală primară pentru băieți și o școală primară pentru fete, un liceu talmudic pentru băieți și un liceu talmudic pentru fete, precum și o "ieșiva hesder".
În 2011, un grup mare de creștini evanghelici a venit să ajute la recoltarea viilor adiacente localității, la inițiativa și cu aprobarea rabinului Melamed, iar de atunci locuiesc pe dealul vestic al localității.
După construirea a câteva sute de case private în Muntele Binecuvântare, membrii localității au decis să înceapă construirea de clădiri cu patru, cinci și șase etaje. Această decizie a fost luată cu scopul de a reduce prețurile locuințelor și de a oferi posibilitatea cuplurilor tinere să-și cumpere case în sat. În cadrul construcției, la Muntele Binecuvântare au fost construite, de asemenea, o școală pentru băieți și una pentru fete, împreună cu unsprezece grădinițe.